# Boscos tropicals i subtropicals de frondoses secs

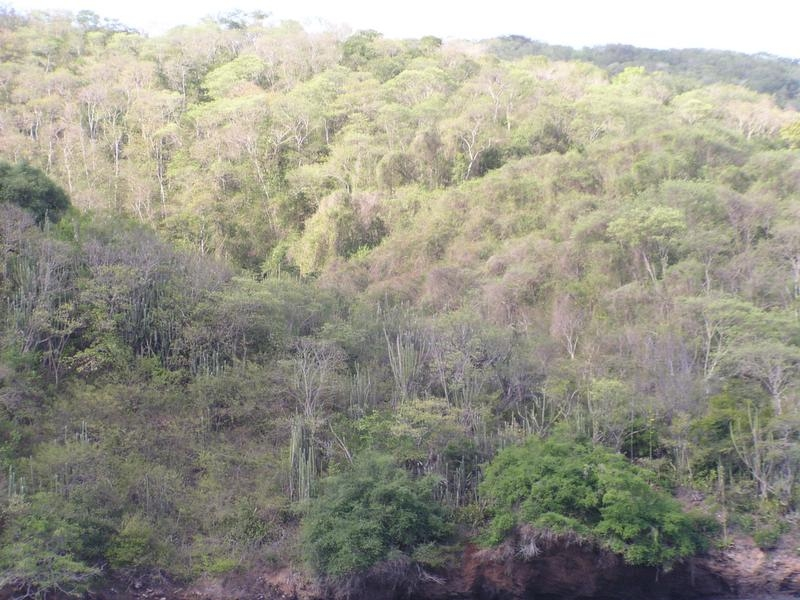
Bosc sec de Trinitat i Tobago durant l'estació seca

 Boscos tropicals i subtropicals de frondoses secs és un bioma, també conegut com a bosc tropical sec; es localitza en latituds tropicals i subtropicals. Encara que aquest bosc apareix en climes que són càlids durant tot l'any, i poden rebre molta pluja a l'any, tenen una llarga estació seca que dura diversos mesos segons la localització geogràfica. Aquestes secades estacionals tenen un gran impacte sobre tots els éssers vius del bosc.
Els arbres caducifolis hi acostumen a predominar i durant l'estació seca perden la fulla, en un període que varia segons les espècies. Amb la pèrdua de la fulla els arbres conserven l'aigua. Els arbres que viuen en llocs amb humitat, com per exemple al llarg de rius o que tenen accés a aigua subterrània, són perennifolis. Els llocs poc fèrtils també presenten arbres perennifolis. Les regions de l'est del Dècan, Sri Lanka i sud-est d'Indoxina, també estan caracteritzades per arbres perennifolis.
Encara que la biodiversitat d'aquest bioma sigui inferior a la de les selves plujoses, hi ha una gran varietat de vida silvestre, amb simis, grans felins, ocells i mamífers. La biomassa tendeix a ser més alta que a les selves plujoses.
Aquest bioma tendeix a situar-se al nord i al sud de la selva plujosa equatorial en dues bandes: de 10° a 20° N i de 20° a 30° S. Els boscos tropicals secs de les zones de baixa altitud de Mèxic i Bolívia hostatgen la major biodiversitat.
Si aquest bioma es degrada pel foc, la desforestació i la sobrepastura, poden passar a ser sabanes o matollars espinosos.